# Эффект псевдоуверенности
Эффект псевдоуверенности — когнитивное искажение, при котором индивид склонен принимать консервативные решения, направленные на то, чтобы избежать риска, при положительных перспективах предполагаемого развития событий, но одновременно способны принять рискованные решения, чтобы избежать негативного исхода, минуя потенциальные убытки от события. При данном явлении возникает эффекта фрейминга, то есть зависимость выбора от того, как представлена информация о возможных последствиях, в контексте выигрыша или проигрыша. Изучается в поведенческой экономике и является результатом психологических процессов, которые происходят при принятии решений.
Эффект подробно исследован в рамках проспективной теории, разработанной Дэниэлом Канеманом, в сотрудничестве с Амосом Тверски. Канеман удостоен Нобелевской премии по экономике за вклад в понимание процессов по теории принятия решений. Исследования включают анализ реальных и гипотетических сценариев азартных игр, которые демонстрируют, как изменение формулировки задач влияет на выбор участников, даже в контролируемых условиях аудиторий и лабораториях, среди студентов.

## Объяснения
Желание избежать потери, при котором ожидание определённого выигрыша больше, чем вероятного выигрыша, даже если вероятный выигрыш имеет большее ожидаемое значение. Боль от потери эмоционально обременительна и человек старается избежать таковой. В связи с данным фактором информация с определённым выигрышем более привлекательна, даже если это не осознаётся. Люди в основном предпочитают положительные рамки, и фрейминг влияет на то, насколько вероятен выигрыш или потеря.
Из-за ограниченной способности обрабатывать информацию в любой данный момент разум переходит к выбору, который требует меньше ресурсов. Объясняется эвристикой доступности. Также свойственно полагаться на ту информацию, которая легче приходит в голову, и желание игнорировать другие факторы.
При эмоциональных рассуждениях возникает подверженность влиянию эмоций на принятие решений. Если человек более чувствителен к негативным эмоциям, таким как страх или гнев, чем к позитивным, таким как радость или удовлетворение, то это приводит к тому, что личности приходится избегать негативных сценариев больше, чем стремиться к позитивным.

## Наглядный пример
В 1982 году Поль Словик, Барух Фишхофф и Сара Лихтенштейн показали, как можно влиять на людей с помощью эффекта псевдоуверенности.
В исследовании предложили 211 участникам эксперимента выбрать одну из двух программ прививок. В одной программе участникам говорили, что те могут добровольно сделать вакцину, которая защитит их на 50% от болезни, заражающей до 20% людей. То есть вакцина снижала шанс заболеть в два раза. Такой вакциной заинтересовались только 40% участников. В другой программе участникам рассказывали, что есть два разных типа болезни, которые могут заразить до 10% людей каждый. И говорили, что вакцина полностью защитит их от одного типа болезни и не будет действовать на другой. Таким образом, шанс заболеть тоже снижался с 20% до 10%. Такую вакцину выбрали 57% участников. Словик, Фишхофф и Лихтенштейн (1982) объяснили, что вакцина была более привлекательной во второй программе, потому что создавала ощущение не просто уменьшения риска, а его полного устранения.
Эксперты по маркетингу используют подобные приёмы для увеличения продаж. Например, вместо того, чтобы давать объявление о скидке в 25%, химчистка может предложить постирать одну вещь бесплатно, если уже три отданы на чистку по полной цене. Идея в том, что бесплатная услуга выглядит лучше, чем услуга со скидкой, даже если это не меняет реальной стоимости.

## Последствия
Эффект псевдоуверенности имеет значительное влияние на поведение и жизнь. Затрагивает области, такие как здравоохранение, политика, экономика и маркетинг. Последствия эффекта псевдоуверенности:
- Несоответствие между реальными и желаемыми результатами: возможность принимать решения, которые не соответствуют личным целям или интересам, потому что человеку свойственно поддаваться иллюзии уверенности или безопасности. Сильно влияет переоценка или наоборот, недооценённая вероятность определённых исходов, в зависимости от того, как таковые представлены. Приводит к неоптимальным или нежелательным результатам[6].
- Недостаток критического мышления: индивид обычно даже не задумывается о том, как фрейминг влияет на выбор, и не ищет дополнительную информацию или альтернативные точки зрения. Также подвержен манипуляции со стороны тех, кто использует фрейминг для достижения личных целей или убеждения в чём-либо. В данном случае, человек менее осведомлён или не является ответственным за собственные решения[7].

## Способы преодоления
Эффект псевдоуверенности явно сложно избежать или устранить. Способы, которые помогают снизить влияние и принимать более рациональные и осознанные решения:
- Переформулировать проблему: представить ту же ситуацию с разных точек зрения или в разных формулировках, чтобы увидеть, как это влияет на выбор. Вопрос к самому себе, как поступить, если бы речь шла не о нас, а о ком-то другом. Помогает избежать эмоционального смещения и стать более объективным[8].
- Искать дополнительную информацию: узнать больше о том, какие факторы влияют на вероятность различных исходов, и какие риски или выгоды они несут. Сравнить ожидания с реальными данными или статистикой, чтобы проверить, насколько восприятие реалистично или оптимистично. Повышается осведомлённость и ответственность за собственные решения[9].
- Советоваться с другими: обращение за мнением или советом к другим людям, которые имеют иной опыт, знания или взгляд на проблему. Просьба оценить аргументы или предложить альтернативные варианты. Расширяет перспективу и представляет возможность учесть различные аспекты проблемы[10].